# Необыкновенные истории из жизни города Колоколамска
«Необыкновенные истории из жизни города Колоколамска» — остросатирический и юмористический цикл новелл Ильи Ильфа и Евгения Петрова (1928—1929 годы). Цикл публиковался в журнале «Чудак». Всего было выпущено 11 новелл, цикл остался незавершенным из-за цензуры. В следующий раз цикл был опубликован лишь в середине шестидесятых годов. Сейчас он
часто издаётся как повесть.
Действие повести происходит в вымышленном городе Колоколамске.

## Анализ
Колоколамск — прекрасный образчик глухого захолустья. Его жители, как и пищеславцы из повести «Светлая личность», необычайно ленивы, невежественны, алчны. Они представляют собой типичных советских обывателей и исправно следуют директивам вышестоящего начальства, претворяют в жизнь новые веяния идеологии, при этом по глупости извращая их так, что достигается комический эффект. Так авторы показывают несостоятельность и абсурдность многих сторон советской жизни конца 1920-х годов.

## Персонажи
- Мосье Подлинник — председатель кустарной лжеартели «Личтруд». Женат.
- Горацио Федоренкос — бывший колоколамец Герасим Федоренко, уехавший в Южную Америку, нашедший алмазные россыпи и сказочно разбогатевший. Ненадолго возвратился в Колоколамск, где построил небоскрёб и уехал, после чего дом разрушили колоколамцы.
- Доктор Гром
- Никита Псов
- Досифей Взносов — холодный сапожник, стопроцентный пролетарий, которому, тем не менее, не на что выпить.
- Ной Архипович Похотилло — капитан парома через Збрую.
- Иосиф Иванович Завитков — бывший мещанин, а ныне бесцветный гражданин Колоколамска.

## Сюжеты новелл

### Синий дьявол
Один из жителей города в Москве попал под колёса автомобиля посла молодой маленькой страны Клятвии, хотя он почти не пострадал, но требует денежной компенсации, которую ему честно выплачивает посольство. Жители Колоколамска, узнав об этом, также захотели обогатиться и стали в Москве бросаться под колёса дипломатов этой страны. В итоге их деятельность привела к экономическому кризису в некогда процветающей Клятвии. Таким способом колоколамцы пытались бороться с мировой буржуазией и капиталистами.

### Васисуалий Лоханкин
Главный герой новеллы затем появляется в романе «Золотой телёнок».

### Вторая молодость
Никита Псов внезапно обнаруживает источник целебной минеральной воды. Проведя короткие исследования, доктор Гром узнает, что вода из этого источника изобилует минералами настолько, что с ней не может сравниться ни нарзан, ни боржом. Городская администрация сразу же делает источник муниципальной собственностью, организует радиоактивный курорт и начинает продавать воду из источника за огромные деньги. Вскоре перспективы управы рушатся, так как вода в источнике, как оказалось, бьёт из лопнувшей фановой трубы.

### Мореплаватель и плотник
Всеми уважаемый человек празднует свой юбилей. Гости не скупятся на подарки — его заваливают портфелями и сумками из различных материалов настолько, что эти материалы кончаются в продаже. В результате, на следующий день он начинает распродавать портфели на материалы в качестве монополиста.